# 埃里希·克莱伯
埃里希·克莱伯（德語：Erich Kleiber，1890年8月5日—1956年1月27日），奥地利指挥家。其子卡洛斯·克莱伯也是指揮家。
克莱伯出生於維也納，畢業於布拉格音樂院，指揮事業則從地方起家，歷任达姆施塔特、巴門-埃爾伯費爾德、杜塞尔多夫、曼海姆等劇院，1923年受邀擔任柏林國立歌劇院音樂總監，奠定其名聲。1933年納粹德國成立，為表立場，克莱伯辭去柏林職務，1935年舉家遷居布宜諾斯艾利斯，餘生則以客席指揮為業。
克莱伯棒下的莫扎特、貝多芬及理查德·施特劳斯詮釋特別受到肯定，他亦是積極的當代音樂支持者，指揮了贝尔格《伍采克》的首演。

## 生平

### 早年
1890年8月5日，埃里希·克莱伯出生於維也納第四區，五歲時他的父親過世，母親亦於翌年逝世，克莱伯由外祖父母撫養長大。1900年，他返回維也納，在那裏他目睹了金色大厅、人民歌剧院、维也纳国立歌剧院等地的演出，並親炙了古斯塔夫·馬勒的丰采。在一次聆聽馬勒親自指揮其第6號交響曲的演出後，克莱伯決定成為一名指揮。
1908年7月，克莱伯前往布拉格查理大学，修習藝術、哲學與哲學史等科目。而後，他申請轉往布拉格音樂院就讀，校方批准了他的申請，但言明必須在特定的科目達到標準，否則必須於一年後自行離校，而克莱伯透過自學通過了測驗。1911年，克莱伯開始在布拉格国家歌剧院擔任伴奏，达姆施塔特州立剧院的劇院經理偶然發現了克莱伯的才能，力邀他前往任職，克莱伯遂轉入达姆施塔特方面。
此後的數年時間，克莱伯陸續在幾間重要的劇院工作，包括巴門-埃爾伯費爾德（1919年）、杜塞尔多夫（1921年）、曼海姆（1912年）等地。

### 指揮生涯
1923年，萊奧·布萊奇結束了個人十七年的總監任期，自柏林國立歌劇院離任。其繼任者名單包括瓦尔特、克伦佩勒等人，惟接洽未果。克莱伯在指揮一次《费德里奥》的演出後，當即受邀繼任該院音樂總監一職，雙方達成了五年的合約協議。新格罗夫音乐与音乐家辞典描述，克莱伯在柏林的工作「異常高效」：
1924年，他指揮了雅纳切克《耶奴发》（Jenůfa）的演出，奠定了後者的成功。同年，克热内克《茨温堡》（Die Zwingburg）亦完成首演。1925年則迎來贝尔格《伍采克》的演出。他所擔綱演出的當代作品演出還包括了施雷克尔、米约等人的創作。此外，他也指揮了理查德·瓦格纳《戀愛禁令》（Das Liebesverbotand），以及許多輕歌劇的演出。
柏林時期使克莱伯獲得了國際性的名聲，此後他陸續於布宜諾斯艾利斯、莫斯科、紐約等地客席演出。隨著纳粹掌權，當局將贝尔格作品《露露》判為「颓废音乐」，為表立場，克莱伯於1934年辭任。他對贝尔格表示，雖然曾多次收到入黨邀請，他從未考慮入黨。離開柏林之前，克莱伯在一場音樂會中安排了節選自《露露》的音樂組曲，根據《紐約時報》報導，這場演出大獲成功。這之後，克莱伯履行了合約內剩餘的演出場次，而後於1935年1月舉家離開德國。
此後的克莱伯以布宜諾斯艾利斯為基地，輾轉於各地客席、演出，他的足跡遍佈智利、烏拉圭、墨西哥與古巴等國。1935年，他指揮了伦敦交响乐团，這是他的英國初登場。另外他也頻繁造訪阿姆斯特丹、布魯塞爾，以及其他歐洲主要城市。1938年，應汤玛斯·比彻姆之邀，克莱伯前往科文特花園指揮《玫瑰騎士》演出。1939年4月，克莱伯拒絕了米蘭斯卡拉大劇院的邀約，明確表示了對墨索里尼政權的反對。克莱伯說：
我聽聞了斯卡拉拒猶太人於外的消息。音樂，就如同空氣與陽光般，應為所有人所享有。在如此艱難的時刻，此一慰藉如果僅因為種族、宗教的考量而被剝奪，那麼，身為一名基督徒與藝術工作者，我將無法與（這樣的政權）合作。
戰後，克莱伯重返歐洲舞台，並大力協助皇家歌劇院的重整。劇院方面曾邀請他擔任音樂總監，克莱伯並未應允。此外，他一度有機會返回維也納，擔任國家歌劇院的總監，惜未成行。1948–55年間，克莱伯為迪卡唱片錄製了為數不少的作品。1953年，克莱伯則在羅馬指揮了瓦格納《指環》全本演出。

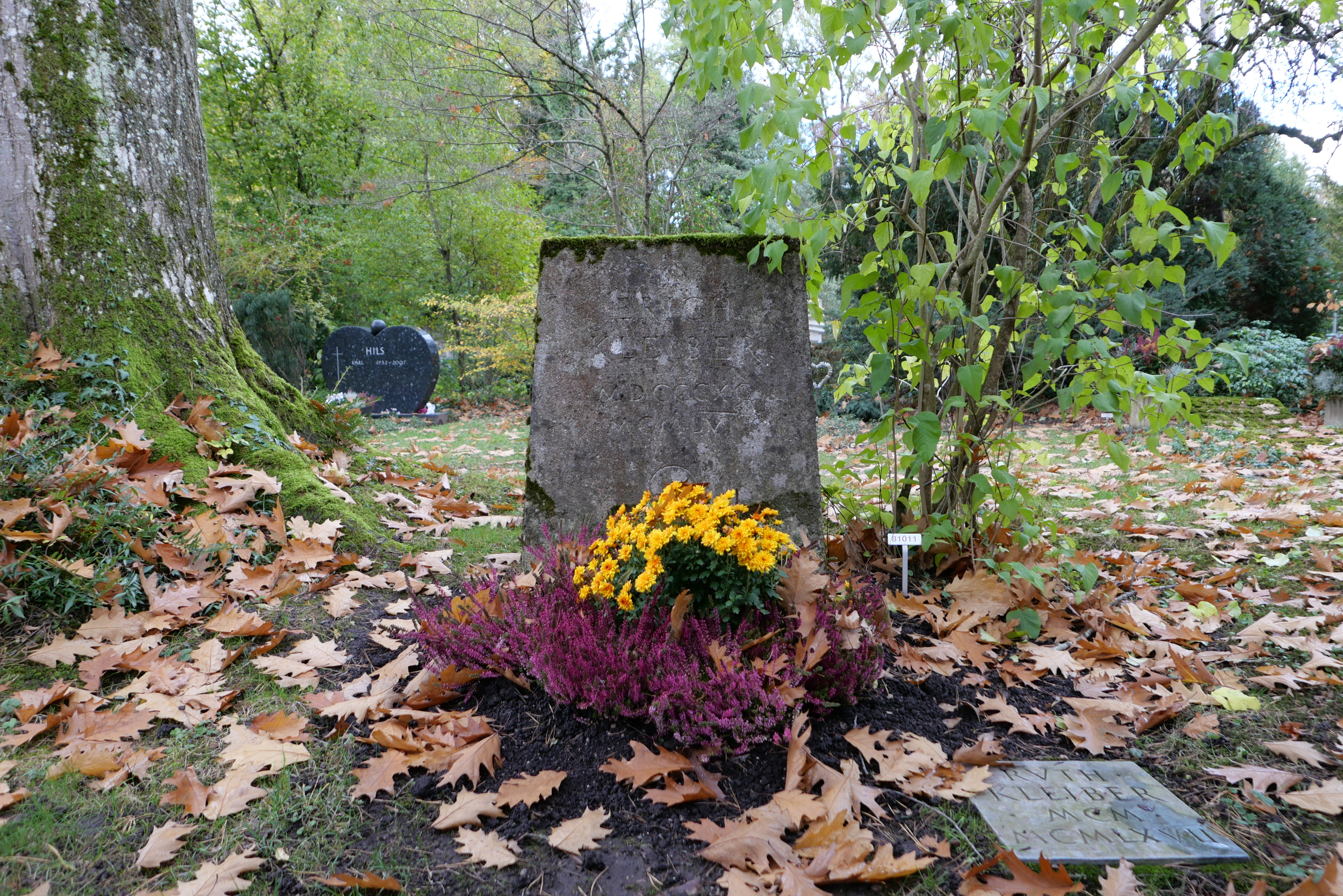
克萊伯和他的妻子的墳墓位於蘇黎世的洪格伯格墓地。

1951年，克莱伯應東德當局之邀，重返柏林國家歌劇院。對於這次任職，輿論及泛民派人士不表認同，柏林爱乐乐团更取消了預定由克莱伯指揮的演出。對此，克莱伯則認為自己定位應該是東、西德的「橋樑」。1955年，受戰事波及的柏林國家歌劇院主建築重新整修完成，然而當局將腓特烈二世像逕予拆除的行動，引來了克莱伯的不安，他將此舉視為政治干預藝術的顯著跡象。「我認為，老劇院的精神在這座新建築中已蕩然無存。」克莱伯寫道，並在新劇院剪綵前再次辭去音樂總監一職。鑒於西德一方對他亦無好感，克莱伯自此遠離柏林樂壇。在傳記作者約翰·羅素眼中，柏林的爭端對晚年的克莱伯造成了沉重打擊，甚至為此抑鬱寡歡。1956年1月27日，克莱伯於苏黎世猝逝，享年65。

## 作品

### 作曲
克莱伯在指揮之餘亦從事作曲，他的作品有小提琴協奏曲、鋼琴協奏曲、管弦樂變奏曲、隨想曲，以及室內樂、鋼琴作品與歌曲等。

### 錄音
克莱伯在英國Decca唱片公司留下幾個經典的錄音如貝多芬的第三、五、七號交響曲；歌劇也有理查·史特勞斯的玫瑰騎士與莫札特的費加洛婚禮。
格羅夫評論說，克萊伯錄製的玫瑰騎士、費加羅的鼻子和貝多芬的交響曲“都展示了他非凡的節奏控制和動態靈活性”，其中許多已通過數字傳輸重新發行。

## 獲獎與榮譽
- 比利時利奥波德勋章
- 義大利王冠勳章（義大利語：Ordine della Corona d'Italia）
- 秘鲁太阳勋章
- 智利功績勳章（西班牙语：Orden al Mérito de Chile）[17]

## 評價
⋯⋯傑出的莫扎特、貝多芬及理查德·施特劳斯作品指揮者，不與耽溺式的浪漫詮釋為伍，拒絕偽誤的演奏習慣，並且勤奮地研讀總譜。他能把握作品的全局觀，以不失客觀的角度詮釋之，並因此獲得了樂團成員及歌者們亙久的敬重。—新格罗夫音乐与音乐家辞典

## 個人生活
埃里希·克莱伯是法蘭茲·奧托·克莱伯（Franz Otto Kleiber）與Vroni Schöppl之子。
1926年，克莱伯與露絲·古德里奇（Ruth Goodrich）成婚，婚後育有一子（卡爾）一女（維羅妮卡）。
1936年，克莱伯取得阿根廷公民身分。

## 外部連結
- 埃里希·克莱伯的Discogs页面（英文）